# Ceratina emeiensis
Ceratina emeiensis är en biart som beskrevs av Wu 2000. Ceratina emeiensis ingår i släktet märgbin, och familjen långtungebin. Inga underarter finns listade i Catalogue of Life.